# 東京都立赤羽商業高等学校
東京都立赤羽商業高等学校（とうきょうとりつ あかばねしょうぎょうこうとうがっこう）は、かつて東京都北区西が丘に所在していた東京都立商業高等学校。通称は「赤商」。
2021年度より東京都立赤羽北桜高等学校に改編されるため、2018年度の生徒募集を停止し2020年3月31日をもって廃校となった。

## 設置されていた学科
- 商業科
- 国際会計科
- 情報処理科
- 定時制課程普通科
- 定時制課程商業科

## 沿革
- 1950年（昭和25年）4月 - 東京都立城北高等学校赤羽分校（定時制課程普通科）として設立
- 1954年（昭和29年）4月 - 定時制課程商業科併設
- 1959年（昭和34年）3月 - 東京都立城北高等学校赤羽分校廃止
- 1959年（昭和34年）4月 - 独立して東京都立赤羽高等学校（定時制課程普通科および定時制課程商業科）として開校
- 1962年（昭和37年）12月 - 全日制課程商業科新設
- 1963年（昭和38年）4月 - 東京都立赤羽商業高等学校と校名変更
- 1989年（平成元年）4月 - 国際会計科（2学級）、情報処理科（2学級）新設。商業科（5学級）と併せて全日制課程が9学級となる
- 1993年（平成5年）10月 - 創立30周年・校舎改築記念式典
- 2002年（平成14年）4月 - 国際会計科、情報処理科廃止
- 2003年（平成15年）3月 - 定時制課程が閉課程となる
- 2012年（平成24年）11月 - 創立50周年記念式典挙行
- 2020年（令和2年）3月 - 東京都立赤羽北桜高等学校に改編されるため廃校

## 部活動・同好会

### 運動系
- バドミントン部
- 硬式テニス部
- 硬式野球部
- 男子サッカー部
- 女子サッカー部
- 男子バスケットボール部
- 女子バスケットボール部
- 女子バレーボール部
- 陸上競技部
- 水泳同好会
- 卓球同好会

### 文化系
- クッキング部
- ダンス部
- フォークソング部
- 演劇部
- 音楽研究部
- 華道部
- 写真部
- 吹奏楽部
- 茶道部
- 漫画イラスト部
- 天文同好会

## 学校行事
- 入学式
- 卒業式
- 体育祭
- 文化祭（赤商祭）
- 球技大会
- 計算競技大会
- 1・2年生遠足
- 3年生修学旅行

## 所在地
- 東京都北区西が丘3-14-20

## 交通
- 東京都交通局 三田線 本蓮沼駅 徒歩10分
- 東日本旅客鉄道 宇都宮線・湘南新宿ライン・京浜東北線・埼京線 赤羽駅 徒歩30分
- 東日本旅客鉄道 埼京線 十条駅 徒歩30分
- 国際興業バス 「赤羽商業高校」停留所 徒歩0分

## クラスの呼称
クラスをルームと呼ぶ。
- 1年1組のことを11R（じゅういちルーム）と、独特な呼び方をする。